# 魚遵
魚 遵（ぎょ じゅん、? - 357年）は、五胡十六国時代前秦の人物。馮翊郡出身。

## 生涯
時期は不明だが、氐族酋長の苻洪に帰順した。
350年1月、苻洪が大都督・大将軍・大単于・三秦王を自称すると、魚遵は右将軍・領右長史に任じられた。3月、苻洪が亡くなると子の苻健が後を継いだ。
8月、京兆の豪族杜洪は長安に拠って東晋の征北将軍・雍州刺史を自称すると、漢人・胡人問わず多くの者がこれに帰順した。苻健は関中の平定を目論んで全軍を挙げて西進すると、魚遵はその軍の前峰となった。盟津に到達すると、浮橋を造って河を渡り、通過した城砦を全て降伏させた。10月、苻健軍が長安に逼迫すると、杜洪は司竹へ逃亡した。11月、苻健は長安に入城を果たした。
351年1月、苻健が天王・大単于の位に即き、国号を大秦と定めて東晋から自立すると、魚遵は功績により太子太師に任じられた。その後、左僕射に移った。
353年7月、司空に昇進した。
354年2月、東晋の征西大将軍桓温が長安攻略を目指して北伐を敢行し、3月には上洛・青泥を陥落させた。4月、苻菁・苻萇・苻雄・苻生・苻碩らは5万の兵を率いて桓温を迎え撃ったが、藍田において大敗を喫し、長安城南へ後退した。桓温は各地で転戦しながら前進し、遂に長安の東面にある灞上まで到達し、三輔の郡県は尽く桓温に降った。魚遵は雷弱児らと共に精鋭兵3万を率いて長安から出撃すると、苻萇らと合流して共に桓温の侵攻を阻んだ。6月、桓温は兵糧不足により撤退を開始すると、魚遵らは桓温を追撃し、潼関において幾度も破り、数万を討ち取った。7月、桓温撃退の功績により、魚遵は太尉に任じられた。
355年6月、苻健は病床に伏せるようになると、魚遵は太師・録尚書事に任じられ、苻生を輔政するよう遺詔を託された。苻健が没すると、苻生が後を継いだ。
357年5月、苻生は巨大な魚が蒲を食べる夢を見たが、苻氏は元々の姓が蒲であった事から気分を害した。また、この時期に長安では歌謡が流行り「東海の大魚は龍と化す。男はみな王となり、女はみな公となる」というものであった。これを聞いた苻生は、魚遵をその7人の子・10人の孫と共に誅殺した。 
同年9月、苻堅が即位した後に魚遵の名誉は回復され、太師の礼でもって改葬され、広寧公と追諡された。また、残った子孫は才能に応じて抜擢された。